# Quaglietta
Quaglietta is een plaats (frazione) in de Italiaanse gemeente Calabritto, provincie Avellino, en telt ongeveer 465 inwoners.